# Драката
Драката (болг. Драката) — село в Благоевградской области Болгарии. Входит в состав общины Струмяни. Находится примерно в 4 км к югу от центра села Струмяни и примерно в 48 км к югу от центра города Благоевград. По данным переписи населения 2011 года, в селе  проживало 165 человек, преобладающая национальность — болгары. Село расположено в горном массиве Малешевска-Планина.

## Население
| Год     | 1934 | 1946 | 1956 | 1965 | 1975 | 1985 | 1992 | 2001 | 2011 |
| ------- | ---- | ---- | ---- | ---- | ---- | ---- | ---- | ---- | ---- |
| Жителей | 205  | 210  | 216  | 229  | 218  | 191  | 177  | 184  | 165  |

|  |